# Rudolf Karel Löw
Rudolf Karel Löw (1871 – 1948) byl český římskokatolický duchovní, člen augustiniánského řádu a historicky poslední převor řádového konventu v Bělé pod Bezdězem.

## Život
Narodil se v obci Svor nedaleko Cvikova na Českolipsku. Vstoupil do augustiniánského řádu a v něm složil 8. října 1896 věčné sliby. Následně přijal 10. ledna 1897 kněžské svěcení, a byl ustanoven rektorem Lorety při augustiniánském klášteře v České Lípě. V srpnu 1932 byl přeložen do Bělé pod Bezdězem jako převor tamního kláštera a administrátor městské farnosti při kostele Povýšení sv. Kříže. Městskou farnost zakrátko předal nově zde ustanovenému diecéznímu knězi. Převorem v Bělé byl až do své smrti v březnu roku 1948.
Po jeho smrti nebyl již bělský klášter stabilně obsazen řeholníky, a jeho správu vykonávali augustiniáni z České Lípy (P. Holas, P. Mareček). Klášter byl zlikvidován v rámci Akce K v roce 1950.